# Romeo Bosetti
Romeo Bosetti (18 de gener de 1879 – 27 d'octubre de 1948) va ser un actor, director, guionista i productor cinematogràfic francès d'origen italià.

## Biografia
El seu nom complet era Romolus Joseph Bosetti, i va néixer en Chiari, Itàlia. Fill dels artistes circenses Giovanni i Filomena Baresi, als deu anys va començar a actuar en el circ dels seus pares. Tenia un germà que va morir als cinc anys, i una germana, Henriette, que va ser ballarina abans de morir tràgicament després de saltar d'una finestra per a fugir d'un incendi.
A causa dels continus viatges dels seus pares, Bosetti no va poder assistir a l'escola, però va aprendre francès pel seu compte gràcies a que el seu circ solia visitar països francòfons.
Acròbata, especialista i artista de music hall, va debutar abans les cambres en 1906 en el curt de Pathé La course à la perruque, en el qual actuava André Deed. Posteriorment va passar a Gaumont Film Company, estudi per al qual va actuar, va dirigir i va escriure guions de la sèrie còmica Roméo, rodada entre 1908 i 1914. Amb la mateixa companyia va ser productor de tres films de la sèrie Fantômas, dirigits per Louis Feuillade.
osetti va llançar altres personatges còmics i els va dirigir personalment en més de 250 cintes rodades fins a 1916. El primer va ser Calino, interpretat per Clément Mégé, al qual van seguir Bigorno (René Lantini), Caroline (Ellen Lowe), Casimir (Lucien Bataille), Little Moritz (Maurice Schwartz), Patouillard (Paul Bertho) i Rosalie (Sarah Duhamel).
Obligat a abandonar el negoci del cinema durant la Primera Guerra Mundial, va participar en el conflicte, resultant-hi ferit. Amb la crisi cinematogràfica manifestada en aquest període, Bosetti, després de tornar del front no va reiniciar la seva activitat artística.
Romeo Bosetti va morir en 1948 s Suresnes, França.

## Filmografia

### Director
- 1906 : La Talonnette à ressorts
- 1906 : Le Pochard amoureux
- 1906 : Le Matelas épileptique
- 1906 : La Journée d'un non-gréviste
- 1906 : L'Homme de peine et la fille de joie
- 1906 : Le Fantassin Guignard
- 1906 : Les Facteurs confédérés
- 1906 : Les Expressions photographiques
- 1906 : La Ceinture électrique
- 1907 : Vive le sabotage
- 1907 : Un facteur trop ferré
- 1907 : Le Train de 10h40
- 1907 : Le Tic
- 1907 : Le Rêve du petit meunier
- 1907 : Madame aime les moustaches
- 1907 : Le Lit baladeur
- 1907 : L'Échelle
- 1908 : Roméo pris au piège
- 1908 : Roméo et le cheval de fiacre
- 1908 : Roméo déménageur
- 1908 : Roméo d'Artagnan
- 1908 : Roméo cow-boy
- 1908 : Roméo concierge
- 1908 : Roméo cherche une âme-sœur
- 1908 : Roméo chasseur de fauves
- 1908 : Roméo amoureux
- 1908 : Roméo a mangé du lion
- 1908 : Roméo agent de change
- 1908 : Le Jour de la purge
- 1908 : La Grève des apaches
- 1908 : Le Cul-de-jatte emballé
- 1908 : Une dame vraiment bien
- 1908 : Calino a mangé du cheval
- 1909 : La Voisine du mélomane
- 1909 : Roméo se fait bandit
- 1909 : Les Patouillard chez le photographe
- 1909 : La Famille emballée
- 1909 : Être et paraître
- 1909 : Le Duel de Calino
- 1909 : Calino passager de marque
- 1909 : Calino ne veut plus travailler
- 1909 : Calino ne veut pas se laisser empiler
- 1909 : Calino fait du sport
- 1909 : Calino chez les indiens
- 1909 : Calino bureaucrate
- 1909 : Calino aux bains de mer
- 1909 : Calino au théâtre
- 1909 : Calino a peur du feu
- 1909 : Calino agent
- 1909 : Beaucoup de bruit pour rien
- 1909 : L'Agent emballé
- 1909 : L'Agent a le bras long
- 1910 : Le Potache amoureux
- 1910 : Patouillard amoureux
- 1910 : Le Marchand de chaussures électriques
- 1910 : Léontine en vacances
- 1910 : L'Invention du tailleur
- 1910 : Les Fromages emballés
- 1910 : Calino voyage
- 1910 : Calino veut se suicider
- 1910 : Calino travaille
- 1910 : Calino toréador
- 1910 : Calino suit son régime
- 1910 : Calino se marie
- 1910 : Calino réveillonne
- 1910 : Calino joue au billard
- 1910 : Calino figurant
- 1910 : Calino fait sa demande en mariage
- 1910 : Calino facteur
- 1910 : Calino chapelier
- 1910 : Calino emménage
- 1910 : Calino déménage
- 1910 : Calino avocat
- 1910 : Calino arroseur public
- 1910 : Calino à la pêche
- 1910 : Calino à la chasse
- 1910 : Calino a du monde à dîner
- 1910 : Calino et son nouveau chien
- 1911 : Un récit héroïque
- 1911 : Un ravalement précipité
- 1911 : Une ruse de Patouillard
- 1911 : Un bain très chaud
- 1911 : Le Torchon brûle ou Une querelle de ménage
- 1911 : La Terrible aventure de Patouillard
- 1911 : Rosalie veut maigrir
- 1911 : Rosalie veut en finir avec la vie
- 1911 : Rosalie n'a pas le choléra
- 1911 : Rosalie gagne le gros lot
- 1911 : Rosalie fait du sabotage
- 1911 : Rosalie et son phonographe
- 1911 : Rosalie et ses meubles fidèles
- 1911 : Rosalie et Léontine vont au théâtre
- 1911 : Rosalie est jalouse
- 1911 : Rosalie en ménage
- 1911 : Rosalie détective
- 1911 : Rosalie déménage
- 1911 : Rosalie a trouvé du travail
- 1911 : Rosalie a la vie dure
- 1911 : Rosalie a la maladie du sommeil
- 1911 : La Première cerise
- 1911 : Patouillard visite une prison
- 1911 : Patouillard vétérinaire
- 1911 : Patouillard toréador
- 1911 : Patouillard représentant en mâts de Cocagne
- 1911 : Patouillard prend des vues cinématographiques
- 1911 : Patouillard perd son oncle
- 1911 : Patouillard paie ses dettes
- 1911 : Patouillard ordonnance par amour
- 1911 : Patouillard n'aime pas l'eau
- 1911 : Patouillard garde-chasse
- 1911 : Patouillard fantôme
- 1911 : Patouillard fait son pain
- 1911 : Patouillard fait du triporteur
- 1911 : Patouillard fait du Sandow
- 1911 : Patouillard fait de l'équitation
- 1911 : Patouillard et son ami
- 1911 : Patouillard et sa vache
- 1911 : Patouillard et l'ours policier
- 1911 : Patouillard entraîneur et jockey
- 1911 : Patouillard empereur du Sahara
- 1911 : Patouillard égare sa belle-mère
- 1911 : Patouillard déménage
- 1911 : Patouillard défendu par sa femme
- 1911 : Patouillard crieur de journaux
- 1911 : Patouillard commissaire
- 1911 : Patouillard colleur d'affiches
- 1911 : Patouillard bonne d'enfants
- 1911 : Patouillard blanchisseur
- 1911 : Patouillard apprend à nager
- 1911 : Patouillard a peur des bombes
- 1911 : Patouillard a mangé du homard
- 1911 : Patouillard agent cycliste
- 1911 : La Nuit de noces de Rosalie
- 1911 : Mordus par un singe
- 1911 : La Mitrailleuse
- 1911 : Little Moritz se fait les muscles
- 1911 : Little Moritz fait une course pressée
- 1911 : Little Moritz est un musicien consciencieux
- 1911 : Little Moritz épouse Rosalie
- 1911 : Le Jour de l'an de Rosalie
- 1911 : Le Jardin de Patouillard
- 1911 : Gavroche mauvais commissaire
- 1911 : La Fleur enchantée
- 1911 : Fidèle jusqu'à la mort
- 1911 : Le Drapeau de la compagnie
- 1911 : Domestiques bon teint
- 1911 : Corrida mouvementée
- 1911 : Comment Patouillard paie son terme
- 1911 : Le Cambriolé récalcitrant
- 1911 : Calino pompier
- 1911 : Calino gendarme
- 1911 : Calino déjeune en ville
- 1911 : Calino couche à la belle-étoile
- 1911 : Calino a mangé du chat
- 1911 : Les Brocs de Patouillard
- 1911 : La Bouteille de Patouillard
- 1911 : Les Bottes de Calino
- 1911 : L'Auto de Patouillard
- 1911 : Ah! Quel plaisir d'avoir un chien!
- 1911 : Little Moritz demande Rosalie en mariage
- 1912 : Le Tub de Patouillard
- 1912 : Le Sosie de Patouillard
- 1912 : Le Sortilège de Patouillard
- 1912 : Rosalie veut engraisser
- 1912 : Rosalie vend son silence
- 1912 : Rosalie fait du spiritisme
- 1912 : Rosalie danseuse
- 1912 : Le Rendez-vous de Gavroche
- 1912 : Pour fêter Rosalie
- 1912 : La Poule enragée
- 1912 : Pétronille gagne le grand steeple
- 1912 : Patouillard retombe en enfance
- 1912 : Patouillard promène sa famille
- 1912 : Patouillard loup de mer
- 1912 : Patouillard et le pensionnat
- 1912 : Patouillard et la pièce de vin
- 1912 : Patouillard et la Camorra
- 1912 : Patouillard embêté par Jacobus
- 1912 : Patouillard cherche sa vocation
- 1912 : Patouillard champion
- 1912 : Patouillard bandit
- 1912 : Patouillard au téléphone
- 1912 : Patouillard a une femme qui veut suivre la mode
- 1912 : Patouillard a une femme jalouse
- 1912 : Patouillard a une dent creuse
- 1912 : Patouillard a des douleurs
- 1912 : Moustache est un simulateur
- 1912 : Le Mouchoir de Bigorno
- 1912 : Je ne veux plus de cuisinière
- 1912 : Gavroche veut distraire sa sœur
- 1912 : Gavroche souffre de l'estomac
- 1912 : Gavroche rêve de grandes chasses
- 1912 : Gavroche peintre célèbre
- 1912 : Gavroche livreur de canots
- 1912 : Gavroche forte tête
- 1912 : Gavroche et son fils
- 1912 : Gavroche et son concierge
- 1912 : Gavroche et son chien
- 1912 : Gavroche et sa belle-mère
- 1912 : Gavroche et les bonbons
- 1912 : Gavroche est las de la vie
- 1912 : Gavroche au théâtre
- 1912 : Gavroche amoureux d'une artiste
- 1912 : Gavroche à la fête
- 1912 : Les Débuts amoureux de Gavroche
- 1912 : Les Cochons d'Inde de Bigorneau
- 1912 : Le Circuit de Gavroche
- 1912 : C'est la faute à Rosalie
- 1912 : Casimir garçon laitier
- 1912 : Le Bouquet de Patouillard
- 1912 : La Boniche de Roméo
- 1912 : Bigorno porte en ville
- 1912 : Bigorno fait son café
- 1912 : Les Araignées de Rosalie
- 1912 : Léontine garde la maison
- 1912 : Bigorneau surveille Madame
- 1912 : Gavroche veut faire un riche mariage
- 1912 : Bigorno soigne son rhume
- 1912 : Bigorneau invente le chapeau-valise
- 1913 : La Villa gondolée
- 1913 : Un chien tenace
- 1913 : Le Trésor de Gavroche
- 1913 : Le Tic de Casimir
- 1913 : La Tâche de Casimir
- 1913 : Le Singe de Pétronille
- 1913 : La Sérénade de Gavroche
- 1913 : Roméo n'aime pas le partage
- 1913 : Roméo dans ses meubles
- 1913 : Roméo chasse le papillon
- 1913 : Roméo champion de tir à genou
- 1913 : Roméo artiste peintre
- 1913 : Roméo agent malgré lui
- 1913 : La Course au million
- 1913 : Pour embêter Casimir
- 1913 : Le Porte-monnaie de Gavroche
- 1913 : Pétronille cherche une situation
- 1913 : Pétronille à la caserne
- 1913 : L'Obsession de Gavroche
- 1913 : La Moustache de Roméo
- 1913 : La Godasse de Bigorno
- 1913 : Gavroche vend des parapluies
- 1913 : Gavroche sculpteur pour rire
- 1913 : Gavroche savetier
- 1913 : Gavroche remplace le ministre
- 1913 : Gavroche place ses économies
- 1913 : Gavroche meurt d'inanition
- 1913 : Gavroche et Pétronille visitent Londres
- 1913 : Gavroche et Pétronille visitent Berlin
- 1913 : Gavroche au pensionnat de Pétronille
- 1913 : Gavroche et l'ours cherchent une place
- 1913 : Gavroche et les esprits
- 1913 : Gavroche et le pulsocom
- 1913 : Gavroche et le fils phénomène
- 1913 : Gavroche et la valse obsédante
- 1913 : Gavroche et la fatma
- 1913 : Gavroche et Casimir s'entraînent
- 1913 : Gavroche épouse une bossue
- 1913 : Gavroche curieux
- 1913 : Gavroche champion
- 1913 : Gavroche, Casimir et l'alcool
- 1913 : Le Flair de Casimir
- 1913 : Casimir sauvé par Gavroche
- 1913 : Casimir hercule
- 1913 : Casimir gentleman-pickpocket
- 1913 : Casimir et Pétronille font un héritage
- 1913 : Casimir et Pétronille font bon ménage
- 1913 : Casimir et l'ours pompier
- 1913 : Casimir et les lions
- 1913 : Casimir et la femme collante
- 1913 : Casimir est sans pitié
- 1913 : Casimir au harem
- 1913 : Le Cadavre ambulant
- 1913 : Affaire d'honneur
- 1913 : Bigorno garde-malade
- 1913 : Un drame passionnel
- 1913 : Bigorno et la séquestrée
- 1913 : Bigorno offre une chasse à courre
- 1914 : La Vengeance de Casimir
- 1914 : Un neveu qui descend du ciel
- 1914 : Une soirée bien employée
- 1914 : Une maison tranquille
- 1914 : Une chute grave
- 1914 : Un chien de prix
- 1914 : La Ruse du montagnard
- 1914 : La Ruse de Pétronille
- 1914 : Roméo vend son chien
- 1914 : Roméo se paie le cinéma
- 1914 : Ressemelage à vapeur
- 1914 : La Pièce montée
- 1914 : Pétronille suffragette
- 1914 : Pétronille porteuse de pain
- 1914 : Pétronille gagne le grand prix
- 1914 : On dirait ma femme
- 1914 : Il ne faut pas courir deux lièvres à la fois
- 1914 : L'Idiot qui se croit Max
- 1914 : Le Gendarme est dans ses bottes
- 1914 : Gavroche délivre son frère
- 1914 : Gavroche cul-de-jatte
- 1914 : Les Farces de Titi
- 1914 : Les Expériences de Roméo
- 1914 : L'Enlèvement de Boireau
- 1914 : Le Désespoir de Pétronille
- 1914 : C'est la fête à Marie
- 1914 : Casimir, Pétronille et l'entente cordiale
- 1914 : Casimir mobilisé
- 1914 : Casimir maître de danse
- 1914 : Casimir fait de l'entraînement
- 1914 : Casimir et Pétronille n'ont pas vu les souverains
- 1914 : Casimir tangue
- 1914 : Casimir et l'escargot à fourrure
- 1914 : Casimir et la dame enragée
- 1914 : Casimir en a plein le dos
- 1914 : Casimir et les apothicaires
- 1914 : Caroline fait une course pressée
- 1914 : Caroline demoiselle d'honneur
- 1914 : Bigorno et le bon sirop
- 1914 : Bigorno et Gaëtan font une bonne fortune
- 1914 : Bigorno a gagné cent sous
- 1914 : À qui le pantalon?
- 1914 : Le Parapluie de Bigorno
- 1915 : Moulinett' School
- 1915 : Casimir en permission de six jours
- 1916 : Patouillard et Lulu
- 1916 : Casimir victime des nègres
- 1916 : Casimir et Pétronille au bal de l'ambassade

### Actor
- 1908 : Roméo pris au piège
- 1908 : Roméo et le cheval de fiacre
- 1908 : Roméo déménageur
- 1908 : Roméo d'Artagnan
- 1908 : Roméo cow-boy
- 1908 : Roméo concierge
- 1908 : Roméo cherche une âme-sœur
- 1908 : Roméo chasseur de fauves
- 1908 : Roméo amoureux
- 1908 : Roméo a mangé du lion
- 1908 : Roméo agent de change
- 1909 : Roméo se fait bandit
- 1912 : La Boniche de Roméo
- 1913 : La Villa gondolée
- 1913 : Roméo n'aime pas le partage
- 1913 : Roméo dans ses meubles
- 1913 : Roméo chasse le papillon
- 1913 : Roméo champion de tir à genou
- 1913 : Roméo artiste peintre
- 1913 : Roméo agent malgré lui
- 1913 : La Moustache de Roméo
- 1913 : Affaire d'honneur
- 1914 : Roméo vend son chien
- 1914 : Roméo se paie le cinéma
- 1914 : Ressemelage à vapeur
- 1914 : L'Idiot qui se croit Max
- 1914 : Les Expériences de Roméo

### Guionista
- 1911 : Fidèle jusqu'à la mort
- 1911 : Le Cambriolé récalcitrant
- 1912 : La Boniche de Roméo
- 1913 : La Villa gondolée
- 1913 : Un chien tenace
- 1913 : Roméo n'aime pas le partage
- 1913 : Roméo dans ses meubles
- 1913 : Roméo chasse le papillon
- 1913 : Roméo champion de tir à genou
- 1913 : Roméo artiste peintre
- 1913 : Roméo agent malgré lui
- 1913 : La Moustache de Roméo
- 1913 : Un drame passionnel
- 1914 : Roméo vend son chien
- 1914 : Il ne faut pas courir deux lièvres à la fois
- 1914 : L'Idiot qui se croit Max
- 1914 : Les Expériences de Roméo

### Productor
- 1912 : Onésime horloger
- 1913 : Fantômas - À l'ombre de la guillotine
- 1913 : Juve contre Fantômas
- 1914 : Le Policier apache